# Falls megye
Falls megye az Amerikai Egyesült Államokban, azon belül Texas államban található. Megyeszékhelye és legnagyobb városa Marlin. Lakosainak száma 16 968 fő (2020. április 1.). Falls megye Bell, Limestone, Robertson, Milam és McLennan megyékkel határos.

## Népesség
A megye népességének változása:
| Lakosok száma | 17 878 | 17 855 | 17 606 | 17 493 | 17 142 | 16 968 |
|               | 2010   | 2011   | 2012   | 2013   | 2015   | 2020   |